# Айзелуортская Мона Лиза
«Айзелуортская Мона Лиза» — картина, на которой, по всей видимости, изображена та же женщина, что и на знаменитом произведении «Мона Лиза» («Джоконда») авторства Леонардо да Винчи. В 2013 Фонд Моны Лизы из Цюриха заявил, что это не поздняя копия (как считалось ранее), а ранняя версия знаменитого полотна из Лувра, принадлежащая кисти самого Леонардо да Винчи.

## История «Айзелуортской Моны Лизы»
Достоверной информации о происхождении картины нет. Незадолго до начала Первой мировой войны английский художник, коллекционер и арт-дилер Хью Блейкер обнаружил полотно в доме дворянина из Сомерсета, в семье которого картина находилась к тому времени уже около ста лет. Это открытие вызвало предположение, что Леонардо да Винчи написал два портрета Лизы дель Джокондо: всемирно известный, находящийся в Лувре, и тот, что обнаружил Блейкер. Коллекционер купил картину и разместил её в своей студии в местечке Айзелуорт, в западной части Лондона. Название этого района и дало имя картине.
Во время Второй мировой войны картина была перевезена в Бостонский музей изобразительных искусств и с тех пор несколько раз меняла владельцев. С начала 1970-х годов картина хранилась в сейфе швейцарского банка.
По словам Джорджо Вазари, раннего биографа многих художников эпохи Возрождения, Леонардо начал писать «Мону Лизу» в 1503 году, но «оставил её незавершенной». Тем не менее, полностью законченный портрет «некой флорентийской дамы» упоминается находящимся в частном владении Леонардо в 1517 году, незадолго до смерти живописца. В данном случае речь почти наверняка о полотне из Лувра. Исходя из этого противоречия, сторонники подлинности «Айзелуортской Моны Лизы» утверждают, что это и есть незавершенная картина, написанная по крайней мере при личном участии Леонардо и переданная заказчику, а в Лувре находится более поздний вариант, сделанный Леонардо для себя.
Другой историк искусства, Джованни Ломаццо в своём трактате (Trattato dell’arte della Pittura Scultura ed Architettura, 1584), упоминает «„Джоконду“ и „Мону Лизу“», что, по мнению автора книги «Where is the Mona Lisa?» Генри Ф. Пулитцера, говорит о том, что первоначально эти названия не были синонимами, и речь шла о двух разных картинах.

## Различия
«Айзелуортская Мона Лиза» шире, чем «Джоконда» из Лувра, за счёт изображения колонн, обрамляющих портрет слева и справа. Такие же колонны можно наблюдать на некоторых из многочисленных более поздних копий. На картине в Лувре колонн не видно, но видны их основания. Предполагается, что изначально колонны присутствовали, но позже картина была обрезана. Тем не менее, эксперты, исследовавшие «Мону Лизу» в 2004—2005 годах, пришли к выводу, что полотно не обрезали.
Фигура «Айзелуортской Моны Лизы» очень похожа на фигуру «Джоконды», также совпадают композиция и освещение. Тем не менее, лицо «Айзелуортской Моны Лизы» выглядит явно моложе, и это позволяет предположить, что она является более ранней версией картины. По словам Генри Ф. Пулитцера, несколько экспертов пришли к выводу, что шея «Айзелуортской Моны Лизы» уступает в изобразительной технике этой детали на других полотнах Леонардо да Винчи. Возможно, руки и лицо были написаны самим Леонардо, а остальное — другим художником, или даже несколькими.
Задний план в картине из Айзелуорта проработан значительно менее подробно, чем на полотне из Лувра. Пулитцер приводит мнения ряда экспертов, что и эта часть «Айзелуортской Моны Лизы» была написана не Леонардо да Винчи.

## Подлинность

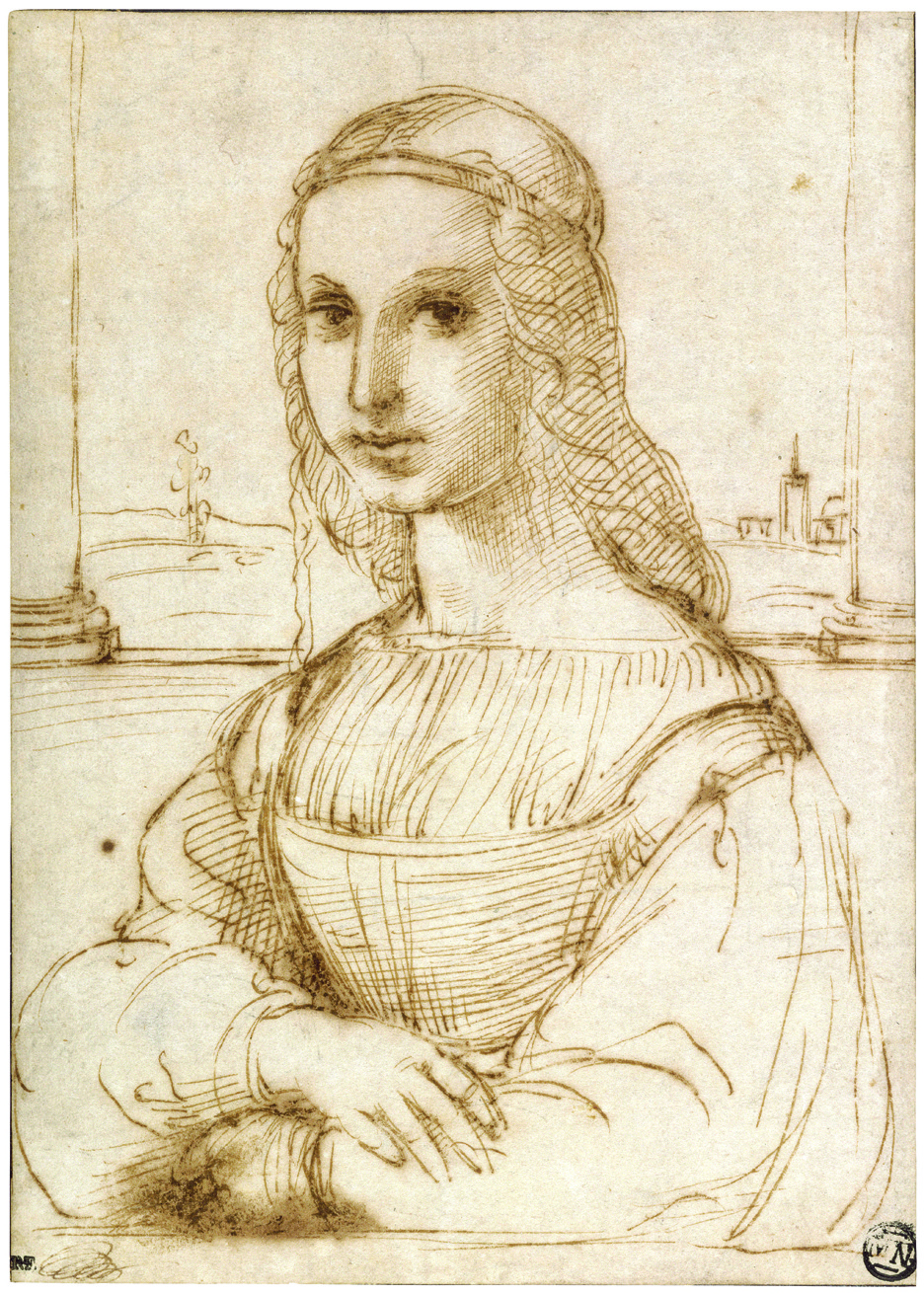
Молодая женщина на балконе Рафаэль (ок. 1505), по оригиналу Леонардо. Лувр

Подлинность «Айзелуортской Моны Лизы» широко оспаривается в художественном сообществе. Некоторые утверждают, что, так как картина была приобретена самим Генри Ф. Пулитцером, речь идет о конфликте интересов. Книга «Where is the Mona Lisa?» (в 1966 году вышло первое издание) была опубликована издательством Pulitzer Press, которое также принадлежит Пулитцеру. В предисловии Пулитцер пишет, что ему пришлось пойти на большие жертвы, чтобы приобрести картину, в том числе продать «дом со всем содержимым».
Пулитцер ссылается на современника Леонардо да Винчи, Рафаэля Санти, который сделал набросок этой картины, вероятно, по памяти, увидев её в студии Леонардо в 1504 году (эскиз приводится в книге Пулитцера; там же сказано, что этот эскиз находится в Лувре). Эскиз Рафаэля изображает по сторонам фигуры две античные колонны, которых нет на полотне из Лувра, но которые присутствует на картине, купленной Блейкером. Пулитцер также приводит на нескольких страницах свидетельства экспертов. Некоторые из этих специалистов называют автором «Айзелуортской Моны Лизы» Леонардо да Винчи, по мнению других — это кто-то из его мастерской, третьи предполагают, что автор картины может быть никак не связан с Леонардо. Среди сторонников подлинности картины коллекционер Джон Р. Эйр, который утверждал, что бюст, лицо и руки написаны Леонардо. (Монография «Мона Лиза», Лондон: Grevel, 1915).
Пулитцер, по его словам, предоставил картину для экспертизы: исследовались соотношение и распределение на холсте света и тени, проводился рентгеновский анализ и т. п. Пулитцер сообщает, что эти исследования подтвердили аутентичность произведения, тем не менее, конкретные подробности о том, кем и каким образом эти исследования проводились, Пулитцер не приводит. Он пишет: «Я не собираюсь захламлять эту книгу техническими подробностями, а потому делаю эту главу краткой». Таким образом, независимые анализы не проводились, что косвенно подтверждает и Пулитцер, используя местоимение «мы», когда речь заходит об исследованиях картины на предмет подлинности.
Долгое время независимых исследований картины не проводилось. Для этого в 2010 году в Цюрихе был создан «Фонд Моны Лизы». Радиоуглеродный анализ холста показал, что он был произведен между 1410 и 1455 годами. Это стало веским аргументом против версии о позднем создании картины. Итальянский математик Альфонсо Рубино проанализировал «Айзелуортскую Мону Лизу» на предмет пропорций и геометрических соотношений. Рубино пришёл к выводу, что эти соотношения (в частности представленные Леонардо да Винчи в «Витрувианском человеке») выдержаны.
Таким образом, эксперты фонда полагают, что на картине изображена Лиза Герардини, супруга Франческо дель Джокондо, торговца шёлком из Флоренции, который заказал картину в самом начале XVI века. В 1503—1505 годах была написана не «Джоконда» из Лувра, а «Айзелуортская Мона Лиза». Леонардо не успел её закончить до своего отъезда из Италии в 1506 году и отправил заказчику незавершенной. Что касается «Джоконды» из Лувра, то она была написана во Франции значительно позже, около 1516 года. Широкого признания эти выводы не получили.